# Tod vor Morgengrauen
Tod vor Morgengrauen (Original in Afrikaans, Originaltitel: Orion) ist ein Kriminalroman des südafrikanischen Schriftstellers Deon Meyer aus dem Jahr 2000. Die deutsche Übersetzung von Karl-Heinz Ebnet erschien erstmals 2003 bei Knaur unter dem Titel Tod im Morgengrauen. Seit der Ausgabe 2006 im Aufbau Verlag wurde der Titel in Tod vor Morgengrauen geändert.

## Inhalt
Der heruntergekommene Privatdetektiv und ehemalige Polizist Zatopek „Zet“ van Heerden ist die letzte Hoffnung der Anwältin Hope Beneke, ihrer Mandantin Wilma van Aas zu ihrem Erbe zu verhelfen. Deren Lebensgefährte, der Antiquitätenhändler Johannes Jacobus Smit, ist vor einem Jahr überfallen und brutal ermordet worden. Mit dem Inhalt seines begehbaren Safes ist auch sein Testament verschwunden. Nachdem die polizeilichen Ermittlungen im Sande verlaufen sind, hat van Heerden genau noch eine Woche Zeit, das Testament aufzuspüren, sonst fällt Smits Vermögen an den südafrikanischen Staat.
In Rückblenden wird van Heerdens Vorgeschichte aufgerollt. Nach dem frühen Tod seines Vaters Emile, der ihn nach dem tschechischen Langstreckenläufer Emil Zátopek benannt hat, wird er alleine von seiner Mutter Joan großgezogen, einer bekannten südafrikanischen Künstlerin. Der unaufgeklärte Sexualmord an der Nachbarin Baby Marnewick, dem heimlichen Ziel seiner pubertären Sehnsüchte, erweist sich als prägend für den Heranwachsenden. Er studiert Polizeiwissenschaft und fertigt eine Studie über Serienmörder an, in deren Rahmen es ihm gelingt, den Mord an Baby Marnewick aufzuklären. Das akademische Leben kann ihn nicht befriedigen, und er wechselt in den aktiven Polizeidienst. Gemeinsam mit Willem Nagel bildet er bald das erfolgreichste Team im Kapstädter Morddezernat. Doch dann beginnt er eine Affäre mit der Frau seines Kollegen, und seine Unentschlossenheit bei einem Einsatz kostet Nagel das Leben. Van Heerden zerbricht an seinen Schuldgefühlen, quittiert den Polizeidienst und flüchtet in Alkohol und Selbstmitleid, bis der Auftrag Hope Benekes und deren persönliche Zuwendung wieder neuen Lebensmut in ihm wecken.
Die Suche nach dem Testament entwickelt eine ungeahnte Dynamik, als van Heerden herausfindet, dass Smit unter falschem Namen lebte und in Wahrheit Rupert de Jager hieß. Er wendet sich mit einem Foto des Toten an die Öffentlichkeit, woraufhin sich nicht nur dessen Mutter meldet, sondern auch der Militärische Nachrichtendienst die Nachforschungen wegen Gefährdung der nationalen Sicherheit zu unterbinden versucht. Nach und nach kommt heraus, dass die Vorgeschichte des Falles im Jahr 1976 in Angola liegt. Der junge Rekrut de Jager war in einem Aufklärungstrupp der südafrikanischen Armee im Bürgerkrieg in Angola eingesetzt. Nach einem Zwischenfall, bei dem sie unabsichtlich eigene Fallschirmjäger erschossen, geriet der Trupp außer Kontrolle. Sergeant Bushy Schlebusch und seine rechte Hand Michael „Sprenkel“ Venter erschossen alle Soldaten, die nicht dichthalten wollten. Schließlich bemächtigten sie sich einer Ladung von Diamanten, die im Auftrag der Amerikaner aus Angola geschmuggelt werden sollte, und tauchten unter. De Jager unterstützte sie und erhielt seinen Anteil an der Beute, während die geprellten Amerikaner ebenso wie die Südafrikaner den geplatzten Deal vertuschten. Schlebusch und Venter gründeten eine Agentur für paramilitärische Söldner. Als diese im politisch gewandelten Südafrika nach dem Ende der Apartheid keinen Gewinn mehr abwarf, erinnerten sie sich des Anteils der Beute ihres alten Weggefährten de Jager und überfielen diesen.
Lange deutet alles auf den Psychopathen Schlebusch als Mörder de Jagers hin, doch schließlich wird auch dieser tot aufgefunden. Hinter der Mordserie steckt sein ehemaliger Partner „Sprenkel“ Venter, der auch schon in Angola die treibende Kraft war. Seine Söldner verüben einen Überfall auf van Heerdens Haus und bringen Hope Beneke in ihre Gewalt. Gemeinsam mit dem hünenhaften Xhosa Thobela „Tiny“ Mpayipheli, der vom Gangsterboss Orlando zur Bewachung abgestellt worden war, gelingt es van Heerden, die Anwältin zu befreien und den Mörder festzunehmen. Orlando erhält die geraubten Diamanten, Wilma van Aas ihr Erbe. Venter wird tot in seiner Zelle aufgefunden, weswegen der angolanische Diamantendeal niemals Gegenstand eines Prozesses und damit an die Öffentlichkeit gelangen wird. Zatopek van Heerden hingegen hat seine persönliche Krise überwunden und schreibt seine Memoiren nieder.

## Rezeption
Der Roman gewann den südafrikanischen ATKV Award for Prose 2001 und in seiner französischen Übersetzung den Grand prix de littérature policière 2003 sowie den Prix Mystère de la critique 2004. 2006 produzierte das südafrikanische Fernsehen eine 10-teilige TV-Serie unter der Regie von Gerrit Schoonhoven. Die Hauptrolle des Zatopek van Heerden spielte Neil Sandilands.
Dick Adler begrüßte Deon Meyer in der Chicago Tribune als neue Stimme in der Thriller-Arena, die mit dem Schauplatz Südafrika im Umbruch nach der Apartheid von einem weithin unbekannten Teil der Welt berichte. Verglichen mit dem Nachfolger Das Herz des Jägers, in dem der Xhosa-Krieger „Tiny“ Mpayipheli quer durch das Land gejagt wird, sei Tod vor Morgengrauen ein traditionellerer Roman noir voller Wut und Schmerz. Marilyn Stasio wünschte sich in der New York Times weniger von Zatopeks Lebensangst und mehr von Thobelas philosophischer Nachdenklichkeit über den Zustand des Landes im Nachfolger. Für Entertainment Weekly alterniert die von eher psychologischer Spannung als harter Action getragene Handlung kunstfertig zwischen der Morduntersuchung in der Handlungsgegenwart und van Heerdens tragischer Vergangenheit. Laut Cédric Fabre in L’Humanité erforscht Meyer in seinem Roman die Kehrseite der Condition humaine und erweist sich als einer der Großen der südafrikanischen Literatur.

## Ausgaben
- Deon Meyer: Orion. Human & Rousseau, Kapstadt 2000, ISBN 0-7981-4049-6 (afrikaans).
- Deon Meyer: Tod im Morgengrauen. Aus dem Englischen von Karl-Heinz Ebnet. Knaur, München 2003, ISBN 3-426-62128-2.
- Deon Meyer: Tod vor Morgengrauen. Aus dem Englischen von Karl-Heinz Ebnet. Aufbau, Berlin 2006, ISBN 3-7466-2280-8.